# 愛知万博の入場者数問題
愛知万博の入場者数問題とは、2005年日本国際博覧会において入場者の増減によって引き起こされた混乱や目標入場者数達成に対する取り組み、交通問題など、入場者数に関係した問題のことである。
計画当初の目標入場者数は、1985年の科学万博や1990年の花の万博よりも少ない1,500万人に設定された。

## 開幕当初
2005年3月18日から3月20日に行われた関連企業・報道関係者、地元住民を対象に行われた内覧会では3日間で入場者数114,298人にのぼり、開幕前から問題視されていた交通アクセス面・食事施設面・パビリオン設備、観覧面の問題が表面化した。
食中毒やテロの防止を考え、学校の遠足など一部の場合を除いて弁当とペットボトルに入った飲み物（水筒・紙パックの飲み物は持ち込み可能）の持ち込みは禁止されており、空港での飛行機の搭乗時並みに、入場する際に係員によってバッグの中身を検査したり、金属探知機によるセキュリティチェックも行われ、それらを所持していると係員によって没収される為、厳しい非難を浴びた。このため、3月30日に小泉首相は経産省と協会に対して、持ち込み規制の見直しを指示し、2005年4月1日より自家製調理弁当のみ持ち込みは許可となった。（飲食についての項も参照）2005年6月18日よりペットボトルに入った飲み物は、ゲート前で無料配布されている紙カップに移し変える事で、持ち込むことができるようになった。
開催後3日間の入場者数は145,735人と交通渋滞などのトラブルはなかったものの、予想の45万人の3割以下の入場者数となり、万博の出足の鈍さを表した。その原因は、混雑して人気パビリオンを観覧することが出来ないと考え、来場を控える前売り券購入者が多いことだと、博覧会協会は推測した。
初の日曜日を迎えた3月27日は入場者数は56,597人と開幕後、最大の入場者数を記録したが、ささしまサテライト会場デ・ラ・ファンタジア（名古屋駅西側の旧貨物駅跡地）はポケパークの人気で約3万7000人、中部国際空港は約9万人が来場し、不釣り合いな結果となった。
その後、入場者数は一日平均4万から5万人と目立った混雑は無いが、人気のあるパビリオンであるグローバルハウス（冷凍マンモスの展示）、トヨタグループ館、日立グループ館、長久手日本館などは整理券待ち・入場者の列で1時間以上の入場待ちになる事も多くなった。また春休み最後の土曜日であった4月9日は開幕後、最大の入場者数78,538人（開幕後からの入場者数99万1407人）を記録した。
翌日の4月10日は開園と同時に累計入場者が100万人を超えたが、博覧会協会の予想より5日遅れの達成となり、5月初めのゴールデンウィークに多くの利用者が訪れるのではないかと懸念され、当初の問題であった輸送面、観覧面等の問題再発が恐れられている。これに対し、博覧会協会はゴールデンウィーク前に万博会場に足を運んで欲しいと前売り券購入者に呼びかけた。さらに、入場者は少ないにも関わらず、入場券は売れていくという「ねじれ現象」が起きていた。前売り入場券は集計がほぼ終わった3月末時点で、目標だった800万枚を上回る約906万枚が売れており、開幕後も1日2万から3万枚のペースで売れていった。なお、何度も入場できる全期間入場券（大人1万7500円）は事前に用意していた11万枚が開幕前に売れ切れたため、開幕後急遽25万枚を増刷した。刷り上がってまず旅行会社に渡った2万枚も瞬く間に売り切れた。全期間入場券だけで早くも13万枚売れる過熱ぶりに、博覧会協会が予想している1日の最多入場者22万人を大きく超えることもあり得ると関係者は予想した。博覧会協会は、会場の施設や会場への交通手段は1日最大15万人程度しか想定していないため、リニモに乗客が殺到すれば再び混乱する恐れがあり、真夏に企業パビリオンに並ぶことによる不測の事故すら予想されたため、博覧会協会は「タンスにしまってあるチケットを早く使って」と分散入場を呼び掛けた。
それらの呼び掛けが功を奏したのか、4月23日には開幕後初の10万人の入場者を超え、112,332人（累計入場者数206万4181人）となった。そのため3時間以上の入場待ちを要するパビリオンも多くあったが、大きな問題は起きなかった。

## 中盤
しかしゴールデンウィークに入ると、1日平均では11万人超と博覧会協会の推測の14万人を下回ったが、5月4日には、開幕後最大の入場者数である149,214人（累計入場者数320万7596人）を記録し、人気パビリオンでは6時間以上の入場待ちを要するなど大変な混雑を見せた。だが翌日の5月5日は前日の混み合いを懸念し、68,340人と平日並みの入場者数となった。これに対し、博覧会協会はゴールデンウィークが最終日である企業も多く、地方からのツアー利用客の減少とUターンラッシュの影響で来場者が減少したと見ている。だが博覧会協会の推測の域よりも入場者数が少なく関係者を驚かせた。最終的にゴールデンウィーク中の総入場者数は97万9,892人と発表され、見込み入場者数の120万人を大きく下回った。
ゴールンデンウィーク後は、パッケージツアーや団体客の来場も影響して1日平均は相変わらず11万人前後となったが、5月28日には、5月4日（ゴールデンウィーク中）の最高入場者数を上回る153,112人（累計入場者数566万6340人）を記録した。この背景に博覧会協会はゴールデンウィークを避けた団体ツアー客と、万博に再び訪れるリピーターが増えてきていると見解を示した。
その後も順調に入場者数を伸ばしていき、6月13日には目標の1,500万人の半数である750万人（午前11時発表時点）を超え、万博の全期間の中間日である6月25日より12日早い達成となった。6月18日には最高入場者数171,860人（累計入場者数822万6818人）を記録した。
7月に入ると、猛暑や長雨の為に早朝からの来場者数が減り、その影響で平日の来場者数が10万人を満たない日も多くなった。しかし、7月4日には、つくば科学博と同じく開幕から102日目で累計入場者数1,000万人を当初の想定より1ヶ月以上早く達成した。
夏休みを控え、その前の3連休の中日であった7月17日は、開場前から開幕後最大の約2万4000人が北、東、西、瀬戸会場のゲートに並び、周辺に開場待ちの入場者が溢れるのを考慮して、開場時間を30分繰り上げ午前8時30分に開場させる配慮を行った。だが日中からの出足もその勢いを上回り、午後4時時点の入場者発表で6月18日に記録した最高入場者数を既に上回る185,797人を記録、この日最終的には初の20万人を超える215,976人（累計入場者数1158万9468人）と大幅な記録更新となった。長久手会場内では日立グループ館が最大7時間の入場待ち、各グローバルコモンでは、普段待ち時間の発生しないパビリオンが10分から30分の入場待ちになるほどの大混雑を見せた。この背景に博覧会協会は、3連休の中日や週明けから続く晴天が大きく影響したと見解を示した。
夏休みに入り、その初日だった7月21日は75,055人と出足が伸び悩み、また7月26日は台風7号の影響で63,529人（累計入場者数12,387,485人）となった日もあったが、その後は10万人前後を保った。だがこの背景に博覧会協会はお盆又は、閉会の近い9月下旬に来場される利用客が多くなると推測をし、まだ前売入場券を持っている利用者に早めの来場を呼びかけていた。
8月に入ると早朝から開場を待つ利用者が多くなり、その影響から通常の午前9時から午前8時30分に開場を早める（パビリオンは通常通り9時から）事が当たり前の様になる。1日の総入場者数は猛暑から9万から10万人と7月と変わらないが、お盆が近づくにつれ13万から14万人前後と混雑を見せた。最終的にお盆は8月15日の166,356人（累計入場者数14,677,142人）が1日の最高入場者数であった。また8月18日の午前11時には博覧会協会の当初の目標総入場者数である1500万人（累計入場者数15,029,718人）を突破、想定より1ヶ月以上も早い達成となった。8月も後半に入ると夏休みの駆け込み客が多く訪れ、台風11号の影響のあった8月25日以外は15万から18万人前後となった。最終的に夏休みは、24時間テレビ28 「愛は地球を救う」」のイベントと生中継のロケーション撮影があった8月27日の184,275人（累計入場者数16,271,239人）が最高となった。この夏休み後半の混雑と、閉幕までの駆け込み利用客と、販売した300万枚の前売券購入者が居る事から、博覧会協会は8月24日に会場内に17万人以上の利用者が滞留した場合、入場の規制を行うとコメントを出した。

## 閉幕直前
9月に入ると夏休みからの勢いは収まる事無く、16万人前後を保った。9月最初の土曜日の9月3日は今までの最高入場者数だった7月17日の102,027人を上回る108,650人と午前11時に発表され、初の入場規制の告知が正午に出された。だがその勢いは午後に入ってからも衰える事無く午後4時の発表で7月17日の総入場者数に迫る208,371人、最終的には開幕後最高の249,873人（累計入場者数17,518,729人）を記録した。この混雑より全駐車場は午前10時に満車、会場間シャトルバスは3時間半の乗車待ち、リニモは上下線ともに1時間10分の乗車待ちと会場へ向かうのも困難であった。更に会場内はグローバルトラムは2時間の運休、給水所やトイレに1時間の順番待ち、モリゾー・ゴンドラに3時間の乗車待ちと施設機能の限界を見せる混雑となった。さらに250,694人の入場者を記録した10日は自転車タクシーが運休した。9月最初の3連休の中日である9月18日には、全期間中最高の入場者281,441人を記録し、会場への入場制限が実施された。
この月に入ってからは、徹夜で並ぶ人たちの光景もよく見られるようになる。特に、日立グループ館・シヤチハタなどの整理券はこの時期から徹夜で並ばないと入手が困難になった。これらの事情を知らず、昼間に各パビリオン前を訪れる来場者も多々見られた。
最終日の9月25日は前日の朝6時から徹夜で並ぶ人も現れ、午前0時時点で3,000人以上の人が列を作り、入場待ちの列が4万人以上に達し、最も早い8時10分に開門された。最終日の入場者は244,052人であった。
通常は午前5時頃に開く地下道に通じる1番ゲートは、予想以上の徹夜組が広場に殺到し、これ以上広場への収容が困難だと協会側が判断し、約1時間も早い午前4時頃にゲートが開く。
そして、同じく通常は午前6時前後に開く北ゲート手前の広場も、先頭組が地下道を出て、北ゲート手前に着く頃には既に開き、4時30分頃には、徹夜組で北ゲートの入場待ちスペースがほぼ満杯になる。この時間帯でも、続々とお客がつめ掛け、各ゲートの入場待ちの行列の長さは、最大で2～3キロを記録する。
閉幕日も会場内は大変な混雑で、開門直後の来場者にインタビューを試みようと、報道陣も多数詰め掛けた。開門後30分（午前8時40分）の時点で、日立グループ館は約8時間待ち、ドイツ館も約5時間待ちを記録。
日立グループ館の入館整理券は開門後10分ほどで1日分の配布を全て終了し、直後の午前8時50分には、すでに午後5時開始の先着順での入場の受付が始まり、この時間帯から並び始める人もいた。ドイツ館では、開門して30分たたずして、
早くも入場制限が掛かる。（ドイツ館の裏に行列をつくるスペースがあるが、その許容範囲の限界を超えてしまったため。）一旦制限が掛かると、中々制限の解除がされない。一度解除されると、その隙に多くの人が流れ込むため、一時、6時間待ちを記録する時間帯があった。
最終的な延べ入場者数は22,049,544人で、目標を700万人以上上回る結果となった。

## 1日の最高・最低入場者記録

### 最高上位10日
1. 2005年9月18日 281,441人
2. 2005年9月10日 250,694人
3. 2005年9月3日 249,873人
4. 2005年9月25日 244,052人
5. 2005年9月23日 234,031人
6. 2005年9月17日 224,538人
7. 2005年9月11日 219,292人
8. 2005年9月14日 218,721人
9. 2005年7月17日 215,976人
10. 2005年9月24日 213,657人

### 最低下位10日
1. 2005年3月25日 43,023人
2. 2005年4月7日 43,314人
3. 2005年3月26日 46,115人
4. 2005年4月8日 50,933人
5. 2005年4月11日 52,972人
6. 2005年4月12日 53,668人
7. 2005年4月6日 55,393人
8. 2005年3月27日 56,597人
9. 2005年4月10日 60,225人
10. 2005年4月1日 60,361人

## 達成記念品一覧
500万人達成記念品（2005年5月23日達成）
- 当選者（10名）
  - 愛・地球博ペア入場券
  - 屋久島の旅行券（2泊3日）
  - 愛・地球博内の食事券（2万円分）
  - 500万人記念来場者認定証（1日限定の人気パビリオン優先パスポート券）
  - モリゾー・キッコロのぬいぐるみ（伊藤忠商事 協賛）[27]

1000万人達成記念品（2005年7月4日達成）
- 第1次当選者（10名）
  - 1000万人記念来場者認定証（1日限定の人気パビリオン優先パスポート券）
  - 愛・地球博内の食事券（2万円分）
  - モリゾー・キッコロのぬいぐるみ
- 第2次当選者（1名）
  - サハ共和国産のダイヤモンド（2.2カラット、250万円相当）[28]

1500万人達成記念品（2005年8月18日達成）
- 第1次当選者
  - 1500万人認定ピンバッジ
  - モリゾー・キッコロのクッション
- 第2次当選者（15名）
  - 1500万人記念来場者認定証（1日限定の人気パビリオン優先パスポート券）
  - 愛・地球博内の食事券（2万円分）
  - モリゾー・キッコロのぬいぐるみ
  - 以下の中から抽選で当選者に贈呈された。

愛・地球博協会特別賞
- アザラシ型ロボット「パロ」
- 愛・地球博ピンバッジ
  - 1500万人認定ピンバッジ
  - 全パビリオンのピンバッジ
  - モリゾー・キッコロ公式ピンバッジ全種類

日本館賞
- 屋久島または白神山地のペア旅行券

愛知県館賞
- 愛知県の花（1年分・12種類）

名古屋市パビリオン大地の塔賞
- オリジナル高級万華鏡
- 名古屋コーチングルメセット

ワンダーサーカス電力館賞
- 全国の高級食品（20万円分）

JR東海超電導リニア館賞
- 名古屋マリオットアソシアホテルペア宿泊券（朝・夕食付き）

三菱未来館@earthもしも月がなかったら賞
- 京都嵐山渡月橋ペア旅行券
- 三菱未来館シアターソング「チルドレン・オブ・ザ・ムーン」のCD
- 温室効果ガス排出削減証明賞

トヨタグループ館賞
- トヨタ・プリウスG-ツーリングセレクション

日立グループ館賞
- 42型プラズマテレビ「Wooo」

三井・東芝館賞
- 天体望遠鏡

夢見る山賞
- 工芸作品「富嶽」

ガスパビリオン炎のマジックシアター賞
- 食材盛り合わせ

パナソニック賞
- 42型プラズマテレビ「VIERA」

ENEOS賞
- 環境ハイオク「NEWヴィーゴ」1年分

世界自然遺産の旅賞
- 知床半島2泊3日ペア旅行券